# Ethiopische haas
De Ethiopische haas (Lepus fagani)  is een zoogdier uit de familie van de hazen en konijnen (Leporidae). De wetenschappelijke naam van de soort werd voor het eerst geldig gepubliceerd door Thomas in 1903.

## Voorkomen
De soort komt voor in Ethiopië.